# Billy Fulton
Pour les articles homonymes, voir Fulton.
Pas d'image ? Cliquez ici

a Compétitions nationales et continentales officielles uniquement.

b Matchs officiels uniquement.
Dernière mise à jour le 12 août 2019.
Billy Fulton, né le 22 avril 1977 à Auckland (Nouvelle-Zélande), est un joueur de rugby à XV néo-zélandais évoluant au poste de demi de mêlée (1,75 m pour 86 kg).

## Carrière
Il a disputé le Super 12 avec les Blues, avant de jouer en Angleterre à Northampton puis à Bath.
En 2006-07 il rejoint Agen pour pallier l'indisponibilité pour blessure de Mathieu Barrau.